# Jan Pilát Rakovnický z Jenštejna
Jan Pilát Rakovnický z Jenštejna (před 1545 – asi 1606) byl pražský kožešník, staroměstský měšťan, od roku byl 1590 konšelem a roku 1601 purkmistrem.
Informace o jeho narození, vzdělání a úmrtí nemáme. Většina informací o něm pochází z jeho zápisků.
Je autorem knihy Pamětní knížka o pražských událostech. Zaznamenal v ní řadu zajímavostí, které souvisely především se Staroměstským náměstím v letech 1575–1605, neboť zde v domě U vysoké mříže bydlel. Originál jeho knihy se nedochoval a máme pouze mladší opisy ze 17. století.
Vnučkou Jana Piláta byla Anna Marie z Greifenfelsu, která byla manželkou císařského rady a sudího apelačního soudu Jana Daniela Kapra z Kaprštejna. 